# Isolepis omissa
Isolepis omissa är en halvgräsart som beskrevs av Jean Raynal. Isolepis omissa ingår i släktet borstsävssläktet, och familjen halvgräs. Inga underarter finns listade i Catalogue of Life.